# Roos Groothuizen
Roos Groothuizen (1992) is een Nederlandse multimediakunstenaar. In haar kunst staan thema's als visuele informatiefilters zoals menselijke waarneming, subjectief schrijven, types van (zelf)censuur en online informatiefilters, en de manier waarop ze ons wereldperspectief veranderen en manipuleren centraal. Haar werk richt zich op de oneerlijke verdeling van informatie en hoe online algoritmes stelselmatig de mens discrimineren.
Sinds 2017 werkt ze tevens samen met Cyanne van den Houten en Ymer Marinus als kunstcollectief Telemagic. Telemagic gelooft niet in het idee dat onzichtbare technologie iets is om te vrezen; maar iets wat we moeten omarmen en tastbaar maken. Als een open-media-lab zijnde, testen ze interdisciplinaire methodes binnen het rationalisme en animisme, natuur en technologie, en meetbaarheid en onmeetbaarheid in vorm van manifestaties, kunstinterventies en tools.

## Loopbaan
Roos Groothuizen studeerde design aan het Sandberg Instituut. In 2017 ontving zij de Icarus Award voor haar kunstwerk ‘The Black Box Bellagio’. Deze Award wordt ieder jaar uitgereikt aan een jonge kunstenaar die via kunst aandacht vraag voor de soms dunne lijn tussen technologie en ethiek. In ‘The Black Box Bellagio’ waant de kijker zich in een casino waar men niet om geld speelt, maar privacy en data vergokt. In 2021 werd Groothuizen genomineerd voor een Gouden Kalf in de categorie Digitale Cultuurproductie voor haar werk 'I want to delete it all, but not now'. Dit werk is een escaperoom waar de wens om te ontsnappen aan de klauwen van social media en big tech centraal staat. De speler kruipt in de huid van rechercheurs om te proberen de verdwenen Rosa terug te vinden. De escaperoom bevat verschillende hedendaagse huis-tuin-en-keuken tools die de spelers in de gaten kunnen houden en gelinkt zijn aan sociale media - waarmee ze tegelijkertijd het slot en de sleutel zijn.

## Projecten
- Ode to Frances (2022)[5]
- I want to delete it all, but not now (2021)[6]
- TelePythia (2019, 2022), met collectief Telemagic.
- Concert in A.I. - The Promethean Promise (2019), met collectief Telemagic.[7]
- Big 7 vs de Kano Club (2018-2020), in samenwerking met SETUP en het Rathenau Instituut.[8][9]
- 1 Euro Cinema (2017 - heden), met collectief Telemagic.
- The Black Box Bellagio (2017)
- The Consulate of Google (2015)